# Geum donianum
Geum donianum är en rosväxtart som först beskrevs av Leopold Trattinnick, och fick sitt nu gällande namn av Weakley och Gandhi. Geum donianum ingår i släktet nejlikrotsläktet, och familjen rosväxter. Inga underarter finns listade i Catalogue of Life.